# نصف قطر ذري

نصف القطر الذري هو نصف المسافة بين نواتين لعنصر باعتبار أن ذرة ذلك دائرية تماماً  ويستخدم لوصف حجم الذرة. وتقاس بوحدة بيكو متر أو أنجستروم. كما يطلق نصف القطر التساهمي على نصف القطر الذري (عند تكون رابطة تساهمية)، ونصف القطر اللافلزي في حالة العناصر اللافلزية، نصف القطر الفلزي في حالة العناصر الفلزية. وتقنيا فإن نصف القطر الذري هو نصف مسافة الاتزان بين ذرتين متجاورتين، (واللتان ترتبطان معا برابطة تساهمية، أو يتواجدا بقرب بعضهما البعض في شكلل شبكة بلورية لأي عنصر.
ويكون نصف القطر التساهمي نصف المسافة بين نواتي نفس الذرات المترابطة مع بعضها البعض. ويكون نصف القطر التساهمي للعناصر التي لا ترتبط ذراتها مع بعضها البعض يمكن تقديرها بالربط بينها وبين نصف القطر في الجزيئات المختلفة. ويمكن تحديد نصف القطر الفلزي على أنه نصف المسافة بين أقرب ذرتين متجاورتين في الشكل البللوري. ويزيد نصف القطر الذري في الجدول الدوري بإضافة أغلفة إلكترونية، ويقل من اليسار إلى اليمين بزيادة شحنة النواة (أو عدد البروتونات).